# Lejkokrowiak szarobrązowy

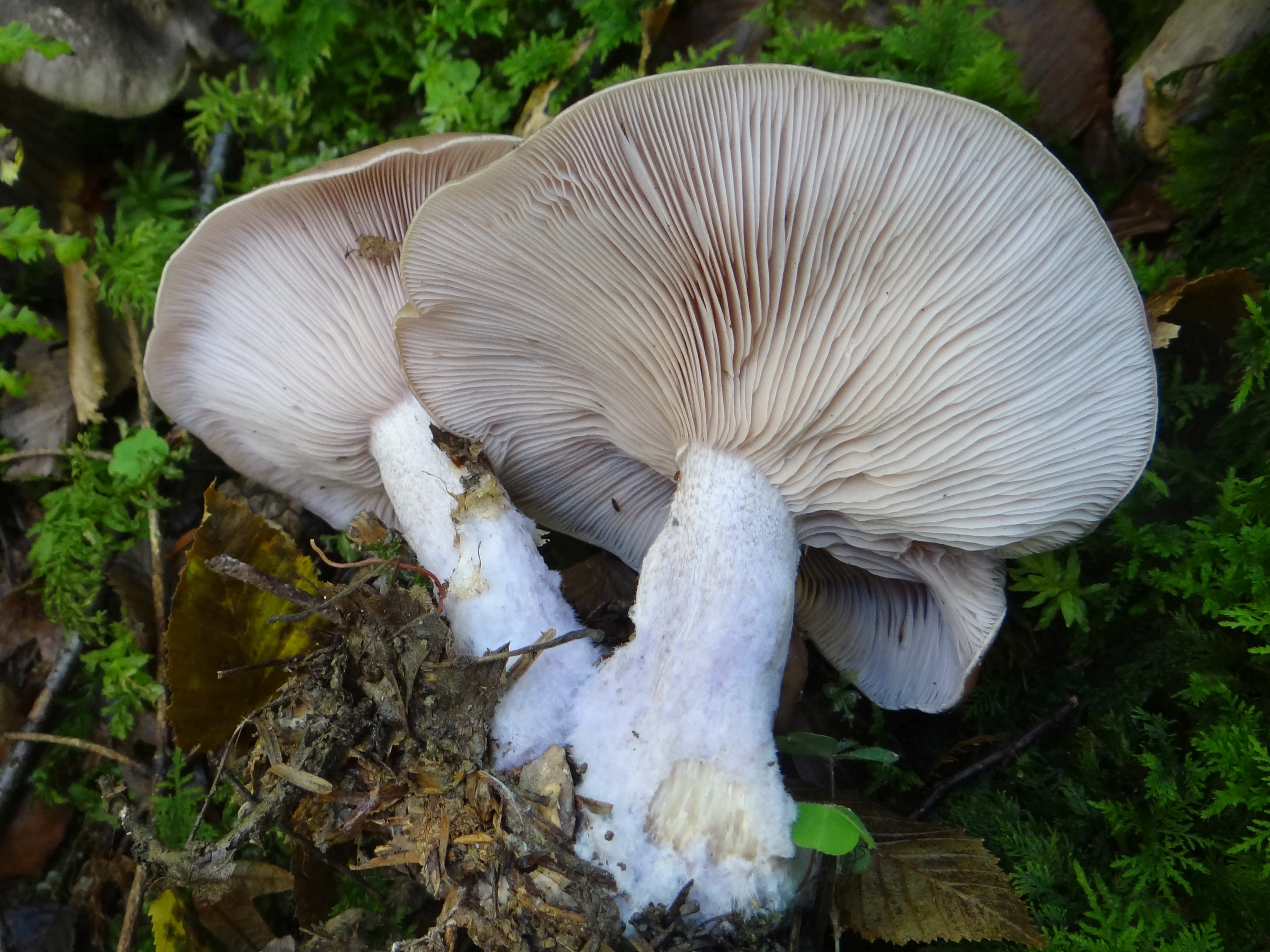

Lejkokrowiak szarobrązowy, lejkówka szarobrązowa (Clitopaxillus alexandri (Gillet) G. Moreno, Vizzini, Consiglio & P. Alvarado) – gatunek grzybów z rzędu pieczarkowców (Agaricales).

## Systematyka i nazewnictwo
Pozycja w klasyfikacji według Index Fungorum: Clitopaxillus, Pseudoclitocybaceae, Agaricales, Agaricomycetidae, Agaricomycetes, Agaricomycotina, Basidiomycota, Fungi.
Gatunek ten po raz pierwszy opisał w 1873 r. Claude-Casimir Gillet nadając mu nazwę Paxillus alexandri. Obecną, uznaną przez Index Fungorum nazwę, nadali mu G. Moreno, Alfredo Vizzini, G. Consiglio i P. Alvarado w 2014 r.
Synonimy:

- Agaricus alexandri (Gillet) Britzelm. 1879
- Clitocybe alexandri (Gillet) Gillet 1884
- Clitocybe alexandri var. alutacea P.-A. Moreau 2009
- Lepista alexandri (Gillet) Gillet 1876
- Paxillus alexandri Gillet 1873[2].

Władysław Wojewoda w 2003 r.zaproponował polską nazwę lejkówka szarobrązowa (dla synonimu Clitocybe alexandr) Jest niespójna z aktualną nazwą naukową. W 2025 r. Komisja ds. Polskiego Nazewnictwa Grzybów Polskiego Towarzystwa Mykologicznego zarekomendowała nazwę klejkokrowiak szarobrązowy.

## Morfologia
Kapelusz
Średnica 4–14 cm, mięsisty, gruby, początkowo łukowaty, potem niskołukowaty, na koniec całkiem płaski z wklęsłym środkiem bez garba. Brzeg długo podwinięty. Powierzchnia o barwie od siwobrązowej do bladobrązowej, czasami z koncentrycznymi, ciemniejszymi plamkami, początkowo delikatnie pilśniowata, potem drobno łuskowata z wyjątkiem brzegu. Jest niehigrofaniczny.
Blaszki
Nieco zbiegające na trzon, wąskie, sprężyste, nierównej długości, z międzyblaszkami, o barwie od siwobrązowej do kremowoochrowej.
Trzon
Wysokość 4–8 cm, grubość 1,5–3 cm, walcowaty, u nasady grubszy. Masywny, cylindryczny, z korkowatą skórką, wewnątrz gąbczasty. Powierzchnia początkowo gładka, potem na białawym tle pokryta brązowawymi łuseczkami.
Miąższ
Gruby i sprężysty, u starszych okazów plastyczny, początkowo białawy, potem z brązowawym nalotem. Zapach bardzo słaby, smak owocowy.
Gatunki podobne
- lejkówka szarawa ( Clitocybe nebularis) ma szarawy kolor, bez kolistych plam i silny, specyficzny zapach. Jest również jadalna, ale dla niektórych ciężko strawna;
- gąsówka szarobrązowa (Lepista luscina) jest mniejsza, ma blaszki białawoszare, przyrośnięte lub lekko zbiegające i lekko mączny zapach, a w smaku jest pikantna[6].

## Występowanie i siedlisko
Najwięcej stanowisk Clitopaxillus alexandrii podano w Europie, poza nią opisano go jeszcze w dwóch miejscach w Ameryce Północnej. W Polsce W. Wojewoda w 2003 r. przytoczył tylko 2 stanowiska z uwagą, że częstość występowania i stopień zagrożenia nie są znane.
Grzyb naziemny saprotroficzny. Występuje w lasach iglastych pod świerkami, zwłaszcza na glebach wapiennych wśród mchów Hylocomium, Pleurozium i Rhytiddiadelphus triquetrus. Owocniki tworzy od lata do jesieni.

## Znaczenie
Jest grzybem jadalnym mało znanym grzybiarzom i rzadko opisywanym w przewodnikach. Jest mięsisty, dość licznie występuje w górach i nadaje się do wykorzystania w kuchni, jednak mogą go zbierać tylko doświadczeni grzybiarze, istnieją bowiem gatunki podobne, ale trujące.